# Tāzeh Shahr
Tāzeh Shahr (persiska: تازه شهر) är en ort i Iran.   Den ligger i provinsen Västazarbaijan, i den nordvästra delen av landet, 600 km väster om huvudstaden Teheran. Tāzeh Shahr ligger 1 442 meter över havet och antalet invånare är 8 216.
Terrängen runt Tāzeh Shahr är kuperad västerut, men österut är den platt. Runt Tāzeh Shahr är det ganska tätbefolkat, med 83 invånare per kvadratkilometer. Närmaste större samhälle är Salmās, 6,8 km öster om Tāzeh Shahr. Omgivningarna runt Tāzeh Shahr är en mosaik av jordbruksmark och naturlig växtlighet.